# 魔界戰記5
《魔界戰記5》是由日本一于2015年3月在PlayStation 4上推出的战略角色扮演游戏，亞洲中文版也已於2015年9月17日推出。并在2017年3月作为日本和香港地区的首发游戏在任天堂Switch上发售。本作也預定於2018年5月8日發行Windows版，透過Steam數位平台發售。

## 故事
比銀河深淵更黑暗的漆黑宇宙中，散布著無數的魔界。
各個魔界裡有魔王率領著血氣方剛的惡魔們，而魔界整體便是在他們彼此對峙下保持著均衡，
但是，魔帝『暗邪沃伊德』與其手下軍團『落失軍』卻突然出現了，
許多魔界慘遭蹂躪，並接二連三地向其投降了。
同時，出現了一名年輕惡魔挺身對抗擴張勢力的落失軍。
他的名字叫『奇力亞』。
是個來歷不明的惡魔，發誓要對魔帝－暗邪沃伊德復仇，
隻身不斷地向在魔界各地逞淫威的落失軍挑戰。
奇力亞於邊境的渴血魔界擊潰落失軍的一隻小隊，
恰巧拯救了在那裡遭落失軍襲擊的姬魔王『雪拉菲娜』。
雪拉菲娜一看到奇力亞就認為他是＂能幹的僕人＂，
身為有志打倒暗邪沃伊德的同道中人，
便半強迫地逼他一起行動了……

## 主要登場人物
奇力亞（聲優：宮野真守）
本作的主角。因為某種理由，發誓要對魔帝沃伊德報仇的惡魔青年。擁有魔王等級的力量，是一名頑強孤傲的戰士。
雪拉菲娜（聲優：布萊德庫特·莎拉·惠美）
有著三界首富之稱的「絢爛魔界」的魔王。因為不喜父母安排與沃伊德的政治婚姻，身為魔王卻偷偷地離家出走了。
火紅‧馬格納斯（聲優：子安武人）
聚集凶暴惡魔們「灼熱魔界」的魔王。相信力量就是一切，口頭禪是「超絕」。與絢爛魔界從先祖時代開始就爭戰不休，也因太過任性的性格而被家臣們拋棄。
克里斯多（聲優：間島淳司）
隸屬「遙遠巨大魔界」的魔王。看上奇力亞所擁有的潛在強大魔力，並企圖利用他來暗殺暗邪沃伊德。作為軍師的能力十分出色，為了勝利會不擇手段。頭上的角並不是天生而是髮框。
傑洛肯（聲優：柿原徹也）
傳說中的大魔拳戈爾迪昂的弟子，與落失軍為敵並孤軍奮戰的幼小魔王。出現在奇力亞等人面前，並不求回報的協助他們。會根據對手的習性來改變語氣態度，具有著柔軟般思考方式的人。
兔兔莉雅（聲優：明坂聰美）
出生於聚集不喜歡爭鬥與混亂的惡魔們「兔兔魔界」的公主。被暗邪沃伊德的部下毀滅了祖國。不僅被暗邪沃伊德的魔將軍瑪裘麗特殺了父母，還被下了不吃咖哩就會凶暴化的詛咒。

### 落失軍團
暗邪沃伊德（聲優：山本匠馬）
最兇最強的魔帝，同時也是轟動全魔界的「落失軍」的首領。其殘酷的野心深不見底，秉持者強大的魔力，將一個個魔界納入麾下。
“暗邪”是稱霸數個魔界後自封的稱號。
瑪裘麗特（聲優：潘惠美）
對沃伊德宣示忠誠的其中一位魔將軍。能毫不留情地殺害沒用的魔物，並將他們復甦變為自己使喚的奴隸，即使是對同伴也不例外。
布拉狄斯（聲優：岩崎征實）
對沃伊德宣示忠誠的其中一位魔將軍，主要負責指揮落失軍。有謠傳說實力僅次於沃伊德，軍團的第二把交椅。會忠實依照命令默默地執行職務，相當喜歡與強敵交手。

## 开发
2014年9月的东京游戏展上，日本一正式公布本作。
2017年9月21日，世嘉亚洲在官网宣布，将于2017年12月1日在任天堂Switch通过补丁配信《魔界战记5》繁体中文版。

## 音樂
- 主題曲「Kill Real」

作詞：いでみどり
編/作曲：佐藤天平
演唱：奇力亞（宮野真守）
- 片尾曲「Lieze Lullaby」

作詞：いでみどり
編/作曲：佐藤天平
演唱：須藤亜美
- 插曲「Lieze Love」

作詞：いでみどり
編/作曲：佐藤天平
演唱：愛美

## 评价
《魔界戰記5》获得了业界不错的评价。

## 外部連結
- 官方網站 （页面存档备份，存于） （日語）
- 官方网站 （繁體中文）